# Johann Michael Fischer (építész)
Johann Michael Fischer (Burglengenfeld, Bajorország, 1692. február 18. – München, 1766. május 6.) német rokokó, késő barokk építész.

## Életpályája
Johann Michael Fischer 1692-ben született a bajorországi Burglengenfeldben, kőműves apa fiaként. 1713-tól Csehországban és Morvaországban tanonckodott a Dientzenhofer család környezetében, majd 1718-ban visszatért Münchenbe, ahol a városi építészet vezetője lett. Az egyik legkorábbi független munkája az Osterhofeni Premonstratensi Apátság és Bazilika (1726–1729) felújítása volt.
A Fischer templomok fő elemei közé tartozott egy központosított alaprajz, lekerekített belső szögekkel, egymással összekapcsolódó terekkel és ritmikusan hullámzó, buja díszítéssel ellátott foltokkal, nagy ragyogóan világító ablakokkal. 
Fischer meglepően termékeny volt; csak 1735-ben három kiemelkedő templomot is tervezett; Szent Mihály-templom Berg-am-Laimben (ma: München XIV. kerülete), az aufhauseni zarándokház és az ingolstadti templom.
Legnagyobb munkájának az Ottobeurenben 1748–1755 között épített bencés apátsági templomot tartják, amely egy hatalmas rokokószerkezet, három egymást követő kupolán helyezkedik el, és gazdag,  elegánsan díszített szobrokkal, stukkókkal és festékkel van ellátva. Stilisztikai szempontból azonban jelentősebb lehet a St.-Marius és St. Arianus bencés apátsági temploma Rott-am-Innben (1759–1762) mivel viszonylagos egyszerűsége az új klasszicizmus megközelítését hirdeti.
Münchenben hunyt el 74 évesen 1766. május 6-án.

## Főbb munkái
- Premontrei Apátság és Bazilika (1726–1729, Osterhofen) felújítása
- St.-Marius és St. Arianus bencés apátsági temploma Rott-am-Innben (1759–1762)